# Kleban, Tulciîn
Kleban (în ucraineană Клебань) este localitatea de reședință a comunei Kleban din raionul Tulciîn, regiunea Vinnița, Ucraina.

## Demografie
Componența lingvistică a localității Kleban
     Ucraineană (98,2%)
     Rusă (1,34%)
     Alte limbi (0,28%)
Conform recensământului din 2001, majoritatea populației localității Kleban era vorbitoare de ucraineană (98,2%), existând în minoritate și vorbitori de rusă (1,34%).